# Lucas Pratto
Lucas David Pratto (ur. 4 czerwca 1988 w La Placie) – argentyński piłkarz pochodzenia włoskiego występujący na pozycji napastnika, reprezentant Argentyny, od 2024 zawodnik paragwajskiej Olimpii.

## Kariera klubowa
Pratto pochodzi z miasta La Plata, spędził dzieciństwo w dzielnicy Altos de San Lorenzo. Wychowywał się w skrajnie ubogiej rodzinie – po wczesnym rozwodzie rodziców mieszkał z matką Danielą (pracującą jako sprzątaczka) i starszym bratem Leandro, dorabiał jako ochroniarz w klubie nocnym. Treningi piłkarskie rozpoczynał w osiedlowej drużynie Gimnasia de los Hornos, bezskutecznie starając się o angaż w akademii młodzieżowej klubu Estudiantes La Plata. Ostatecznie przeniósł się do trzecioligowego zespołu Defensores de Cambaceres, w którym występował jego brat. Tam grał głównie na pozycji środkowego lub bocznego pomocnika, a w 2004 roku otrzymał szansę testów w stołecznym CA Boca Juniors, za pośrednictwem współpracującego z Defensores fizjoterapeuty Gabriela Palermo, prywatnie brata napastnika Boca – Martína Palermo. Po pomyślnym przejściu testów dołączył do akademii juniorskiej giganta z Buenos Aires, gdzie – już jako napastnik – był wyróżniającym się graczem. Tworząc skuteczny duet atakujących z Óscarem Trejo, wywalczył mistrzostwo kraju z drużyną rezerw Boca.
Do pierwszej drużyny Boca został włączony w wieku dziewiętnastu lat przez szkoleniowca Miguela Ángela Russo. Zaraz po odbyciu z zespołem obozu przygotowawczego został jednak wypożyczony na rok do beniaminka najwyższej klasy rozgrywkowej – ekipy CA Tigre. W jego barwach 16 września 2007 w przegranym 1:2 spotkaniu z San Lorenzo zadebiutował w argentyńskiej Primera División. W jesiennym sezonie Apertura 2007 zdobył z Tigre tytuł wicemistrza Argentyny, zaś premierowego gola w pierwszej lidze strzelił 23 maja 2008 w wygranej 2:1 konfrontacji z San Martín. Przez cały pobyt w Tigre pełnił jednak niemal wyłącznie rolę rezerwowego. W sierpniu 2008 udał się na wypożyczenie do norweskiego Lyn Fotball ze stołecznego Oslo. W tamtejszej Tippeligaen zadebiutował 21 września 2008 w przegranym 1:3 meczu z Molde, strzelając również wówczas pierwszą bramkę. Barwy Lyn – ligowego średniaka – reprezentował przez rok z przeciętnym skutkiem.
W lipcu 2009 Pratto powrócił do Boca, gdzie jednak przez kolejne pół roku był tylko głębokim rezerwowym w taktyce trenera Alfio Basile. Wobec tego udał się na wypożyczenie do drugoligowego Unión de Santa Fe, gdzie spędził sześć miesięcy w roli kluczowego zawodnika drużyny. W czerwcu 2010 został wypożyczony po raz kolejny – tym razem do chilijskiego zespołu CD Universidad Católica z siedzibą w stołecznym Santiago, w ramach rozliczenia za transfer Gary’ego Medela. W chilijskiej Primera División zadebiutował 24 lipca 2010 w zremisowanym 1:1 pojedynku z Evertonem i zdobył w nim również pierwszą bramkę w nowej ekipie. W sezonie 2010 zdobył z drużyną prowadzoną przez Juana Antonio Pizziego mistrzostwo Chile, zaś pół roku później – w wiosennych rozgrywkach Apertura 2011 – wywalczył tytuł wicemistrza Chile. Notował również świetne występy w Copa Libertadores; został wicekrólem strzelców tych rozgrywek (z sześcioma golami na koncie), a w oficjalnym głosowaniu chilijskiego związku piłkarzy (SIFUP) został wybrany najlepszym obcokrajowcem ligi chilijskiej.
W lipcu 2011 Pratto za sumę 2,8 miliona euro przeszedł do włoskiego Genoa CFC. Przez włoskie media był anonsowany jako „nowy Diego Milito”. W Serie A zadebiutował 11 września 2011 w zremisowanym 2:2 spotkaniu z Atalantą, zaś jedynego gola w lidze strzelił 18 grudnia tego samego roku w wygranej 2:1 konfrontacji z Bologną. Nie spełnił jednak pokładanych w nim oczekiwań – pełnił wyłącznie rolę rezerwowego i w ciągu pół roku strzelił tylko trzy gole (z czego dwa w krajowym pucharze). W lutym 2012 powrócił do ojczyzny, na zasadzie wypożyczenia (za pół miliona euro) z opcją pierwokupu dołączając do stołecznego CA Vélez Sarsfield. Przez pierwsze pół roku był tam głównie rezerwowym, lecz potem wywalczył sobie niepodważalną pozycję w wyjściowym składzie. W jesiennym sezonie Inicial 2012 zdobył z Vélezem tytuł mistrza Argentyny, kiedy to stworzył świetnie uzupełniający się duet napastników z Facundo Ferreyrą.
W styczniu 2013 władze Vélezu wykupiły kartę zawodniczą Pratto za sumę dwóch milionów euro. W czerwcu 2013 strzelił dla ekipy Ricardo Gareki zwycięskiego gola w meczu z Newell’s Old Boys (1:0) na wagę zwycięstwa w de facto superpucharze Argentyny – Copa Campeonato (tytuł ten jest uznawany jednak przez argentyńską federację jako mistrzostwo Argentyny), zaś w styczniu 2014 wywalczył z Vélezem właściwy superpuchar kraju – Supercopa Argentina. W półrocznym, jesiennym sezonie Transición 2014 zdobył tytuł króla strzelców ligi argentyńskiej (z jedenastoma golami na koncie, ex aequo z Maxim Rodríguezem i Silvio Romero). W tym samym roku został wybrany w plebiscycie Olimpia de Plata najlepszym argentyńskim piłkarzem występującym w rodzimej lidze. Ogółem barwy Vélezu reprezentował jako kluczowy piłkarz przez trzy lata.
W styczniu 2015 Pratto za pięć milionów dolarów przeniósł się do brazylijskiego Atlético Mineiro z siedzibą w Belo Horizonte, podpisując z nim czteroletnią umowę. Już w tym samym roku jako najskuteczniejszy piłkarz swojej ekipy wygrał ligę stanową – Campeonato Mineiro, zostając wybranym przez znany portal Globo w najlepszym zawodnikiem tych rozgrywek. W Campeonato Brasileiro Série A zadebiutował 17 maja 2015 w wygranym 4:1 meczu z Fluminense FC, a pierwszą bramkę zdobył 3 czerwca tego samego roku w wygranym 4:1 pojedynku z Avaí FC. W sezonie 2015 zdobył z Atlético wicemistrzostwo Brazylii; został wówczas uznany w oficjalnym plebiscycie najlepszym obcokrajowcem sezonu. W 2016 roku zajął drugie miejsce w Campeonato Mineiro i dotarł do finału pucharu Brazylii – Copa do Brasil. Ogółem barwy Atlético reprezentował przez ponad dwa lata, będąc czołowym graczem ligi brazylijskiej; w tamtym okresie zaczął otrzymywać pierwsze powołania do kadry narodowej.
W lutym 2017 Pratto w ramach wiązanej, wielopoziomowej transakcji przeszedł do ekipy São Paulo FC. Klub wyłożył na jego transfer łącznie 12 milionów dolarów (w dwóch ratach – początkowo sześć milionów za 50% praw do karty zawodniczej, ponadto w ramach umowy między poprzednimi zespołami 1/5 kwoty transferu otrzymał Vélez Sarsfield). Jako podstawowy piłkarz i najlepszy strzelec występował w São Paulo przez niecały rok, nie odnosząc jednak większych sukcesów zarówno na arenie krajowej, jak i międzynarodowej. W styczniu 2018 powrócił do ojczyzny, zostając graczem CA River Plate. Stołeczny potentat zapłacił za niego kwotę blisko 11 milionów dolarów, co uczyniło go najdroższym zawodnikiem zakupionym kiedykolwiek przez River.

## Kariera reprezentacyjna
W seniorskiej reprezentacji Argentyny Pratto zadebiutował za kadencji selekcjonera Edgardo Bauzy, 1 września 2016 w wygranym 1:0 meczu z Urugwajem w ramach eliminacji do Mistrzostw Świata w Rosji. Premierowego gola strzelił natomiast pięć dni później, w zremisowanym 2:2 eliminacyjnym spotkaniu z Wenezuelą.